# Старый Юраш
Ста́рый Юра́ш (тат. Иске Юраш) — село в Елабужском районе Республики Татарстан, в составе Староюрашского сельского поселения.

## Этимология названия
Топоним произошёл от татарского слова «иске» (старый) и гидронима «Юраш».

## География
Село находится на реке Юрашка, смежно с селом Альметьево, в 35 км к северо-западу от районного центра, города Елабуга.

## История
В «Списке населенных мест по сведениям 1859—1873 годов», изданном в 1876 году, населённый пункт упомянут как казённая деревня Юраши старые 1-го стана Елабужского уезда Вятской губернии. Располагалась при речках Юрашке и Юманчурке, по правую сторону Елабужско-Малмыжского почтового тракта, в 28 верстах от уездного города Елабуги и в 28 верстах от становой квартиры в казённом селе Сарали. В деревне, в 145 дворах жили 1021 человек (503 мужчины и 518 женщин), были 2 мечети, мельница.

## Экономика
Жители работают преимущественно в ЗАО «Агрофирма «Новый Юраш» (с 2006 года), занимаются полеводством, мясо-молочным скотоводством.

## Социальные объекты
В селе действуют средняя школа, детский сад, дом культуры и библиотека, фельдшерско-акушерский пункт.

## Религиозные объекты
Мечеть (с 1993 года).